# クリスチャン・ヘルナンデス
- クリスティアン・エルナンデス

クリスチャン・デヘスス・ヘルナンデス（Cristian De Jesus Hernandez, 2003年12月13日 - ）は、ドミニカ共和国サントドミンゴ出身のプロ野球選手（遊撃手）。右投右打。MLBのシカゴ・カブス傘下所属。

## 経歴
2020年オフの海外アマチュア・フリーエージェント市場で注目を集め、MLB公式サイトが発表したインターナショナル・プロスペクトランキングでは6位にランクインした。
その後、2021年1月15日にシカゴ・カブスと契約してプロ入り。契約金は350万ドル。契約後、傘下のルーキー級ドミニカン・サマーリーグ・カブスへ送られた。

## 選手としての特徴
将来的には打率.300、30本塁打を記録できると評されており、若い頃のアレックス・ロドリゲスやマニー・マチャドとも比較されている。